# Ana Cecilia Blum
Ana Cecilia Blum (Guayaquil, 17 de març de 1972) escriptora i periodista equatoriana. Es va titular com a llicenciada en ciències polítiques i socials a la Universitat Laica Vicente Rocafuerte de Guayaquil. Va treballar en diversos mitjans, i investiga sobre literatura a la Universitat Catòlica de Guayaquil, la Universitat Andina de Quito i la Universitat FACSO de Guayaquil.

## Obres
- Descanso sobre mi sombra.
- Donde duerme el sueño.
- I am opposed.
- En estas tierras.